# Pie-d'Orezza
Pie-d'Orezza (en cors U Ped' Orezza) és un municipi francès, situat a la regió de Còrsega, al departament d'Alta Còrsega. L'any 1999 tenia 39 habitants.

## Demografia
| 1962 | 1968 | 1975 | 1982 | 1990 | 1999 |
| ---- | ---- | ---- | ---- | ---- | ---- |
| 95   | 75   | 64   | 43   | 39   | 39   |

## Administració
| Període | Identitat           | Partit | Qualitat |  |
| ------- | ------------------- | ------ | -------- |  |
| 1983-   | Luc-Antoine Marsily | DVD    |          |  |